# Альянс за человеческое достоинство
Альянс за человеческое достоинство (англ. Human Dignity Alliance, ирл. Comhaontas Dhínit an Duine) — правая политическая партия в Республике Ирландия. Партия была официально основана 29 июня 2018 года сенатором Ронаном Малленом.

## Предыстория
Маллен, основатель партии, с 2007 года был независимым сенатором от избирательного округа Национального университета Ирландии. В 2014 году он безуспешно участвовал в выборах в Европейский парламент в округе Мидлендс-Северо-Запад. Маллен принимал активное участие в кампаниях против однополых браков на референдуме 2015 года и против абортов на референдуме 2018 года. Он также является членом Европейского христианского политического движения.

## Основание
Альянс за человеческое достоинство был создан политической группировкой внутри Ленстер-хауса, которая собиралась ежегодно. После кампаний Маллена на референдумах 2015 и 2018 годов в июне 2018 года был официально создан Альянс за человеческое достоинство в поддержку его позиции в защиту жизни. Партия была зарегистрирована у секретаря Палаты представителей Ирландии для участия в выборах в Европарламент и парламент страны. Маллен предсказал, что партия будет «медленной», но с течением времени будет расти.